# Sebastjan Komel
Sebastjan Komel (San Pietro, 18 febbraio 1986) è un ex calciatore sloveno, di ruolo difensore.

## Carriera

### Club
Ha giocato nella massima serie slovena e in quella bulgara.

### Nazionale
Ha militato nelle nazionali giovanili slovene Under-20 ed Under-21.

## Statistiche

### Presenze e reti nei club
| Stagione        | Squadra          | Campionato      | Campionato | Campionato | Coppe nazionali | Coppe nazionali | Coppe nazionali | Coppe continentali | Coppe continentali | Coppe continentali | Altre coppe | Altre coppe | Altre coppe | Totale | Totale |
| Stagione        | Squadra          | Comp            | Pres       | Reti       | Comp            | Pres            | Reti            | Comp               | Pres               | Reti               | Comp        | Pres        | Reti        | Pres   | Reti   |
| --------------- | ---------------- | --------------- | ---------- | ---------- | --------------- | --------------- | --------------- | ------------------ | ------------------ | ------------------ | ----------- | ----------- | ----------- | ------ | ------ |
| 2006-gen. 2007  | Bela Krajina     | 1.SNL           | 15         | 0          |                 | -               | -               |                    | -                  | -                  |             | -           | -           | 15     | 0      |
| gen.-giu. 2007  | Gorica           | 1.SNL           | 8          | 0          |                 | -               | -               |                    | -                  | -                  |             | -           | -           | 8      | 0      |
| 2007-2008       | Gorica           | 1.SNL           | 31         | 4          |                 | -               | -               | CU                 | 1                  | 0                  |             | -           | -           | 32     | 4      |
| 2008-2009       | Gorica           | 1.SNL           | 30         | 2          | CS              | 4               | 0               | Int                | 4                  | 0                  |             | -           | -           | 38     | 2      |
| 2009-2010       | Gorica           | 1.SNL           | 7          | 0          | CS              | 2               | 0               |                    | -                  | -                  |             | -           | -           | 9      | 0      |
| 2010-gen. 2011  | Gorica           | 1.SNL           | 15         | 1          | CS              | 1               | 0               | UEL                | 2                  | 0                  |             | -           | -           | 18     | 1      |
| Totale Gorica   | Totale Gorica    | Totale Gorica   | 91         | 7          |                 | 7               | 0               |                    | 7                  | 0                  |             | -           | -           | 105    | 7      |
| gen.-giu. 2011  | Brussels         | D2              | 7          | 1          |                 | -               | -               |                    | -                  | -                  |             | -           | -           | 7      | 1      |
| 2011-2012       | Randers          | 1D              | 1          | 0          | CD              | 1               | 0               |                    | -                  | -                  |             | -           | -           | 2      | 0      |
| 2012-gen. 2013  | Anversa          | D2              | 15         | 0          | CB              | 1               | 0               |                    | -                  | -                  |             | -           | -           | 16     | 0      |
| gen.-giu. 2013  | Černo More Varna | A-PFG           | 11         | 0          |                 | -               | -               |                    | -                  | -                  |             | -           | -           | 11     | 0      |
| 2014-gen. 2015  | Kras             | D               | 12         | 0          |                 | -               | -               |                    | -                  | -                  |             | -           | -           | 12     | 0      |
| Totale carriera | Totale carriera  | Totale carriera | 152        | 8          |                 | 9               | 0               |                    | 7                  | 0                  |             | -           | -           | 168    | 8      |